# برنامج كومبيونت الإذاعي
برنامج كومبيونت الإذاعي تقدمه إذاعة صوت العرب ويذاع الساعة الرابعة عصراً بتوقيت جرينتش
يوم الأربعاء من كل أسبوع. وتقدم البرنامج الإعلامية مديحة الغنيمي مع ضيوفها الأستاذ محمد الحسيني، والمهندس أحمد فؤاد، والمهندس عاصم حربي والمهندس مازن سليم والمهندس محمد سلامه وغيرهم من الخبراء قي مجال الحاسب. ويتم تقديم البرنامج على هيئة مجلة إذاعية على الهواء مكونة من عدة صفحات. ورئيس تحرير المجلة هي مديحة الغنيمي، والإخراج الفني لهشام عامر، أما هندسة الهواء فلأحمد عبد الحليم.
واسم البرنامج مشتق من كلمتين هما: كومبيو وتعني علوم الكومبيوتر، ونت وتعني كل ما يخص الإنترنت.

## فقرات البرنامج
- سنة أولى كومبيوتر
- آخر أخبار الكومبيوتر والإنترنت
- مواقع هامة للزيارة
- أخبار خفيفة على النت
- بريد البرنامج
- الرد على استفسارات المستمعين من خلال الاتصال التليفوني

## تسجيل حلقات البرنامج
يتم تسجيل حلقات البرنامج الأسبوعية، وعرضها في بعض المنتديات على الشبكة العالمية وبخاصة على منتدى شبكة كومبيونت العربية.

## معلومات إضافية
توجد معلومات إضافية مثل رقم الهاتف للاتصال بالبرنامج على الهواء، وعنوان البريد الإكتروني للبرنامج؛ وذلك في صفحة «نقاش» والتي يمكن الوصول إليها بالنقر على الزر المخصص لذلك بأعلى الصفحة.